# Орле (Шкофліца)
Орле (словен. Orle) — поселення в общині Шкофліца, Осреднєсловенський регіон, Словенія. 
Висота над рівнем моря: 441,9 м.